# Вуядинович, Джордже
Джо́рдже Вуяди́нович (сербохорв. Đorđe Vujadinović / Ђорђе Вујадиновић; 29 ноября 1909, Смедерево, Королевство Сербия — 5 октября 1990, Белград, Югославия) — сербский футболист и тренер, участник чемпионата мира 1930 года.

## Карьера

### Клубная
Джордже Вуядинович родился в Колари, пригороде Смедерево, однако в раннем возрасте переехал в Белград. Там он был приглашён на пробы в команду ОФК, в молодёжном составе которой начал выступать с 1923 года. Через пять лет он перешёл во взрослый состав ОФК. Джордже выступал за клуб вплоть до 1940 года, провёл около 400 игр, 5 раз становился чемпионом Югославии и дважды был лучшим бомбардиром югославского первенства.

### В сборной
За сборную Югославии Джордже Вуядинович выступал на протяжении 12 лет, провёл в её составе 44 матча, забил 18 голов. В матчах за сборную трижды выходил на поле с капитанской повязкой. Принимал участие в играх Балканского Кубка и первого чемпионата мира по футболу, где отметился двумя забитыми мячами (в матче группового турнира с Боливией и полуфинальной встрече с Уругваем). Сборная Югославии на чемпионате стала четвёртой.
| Матчи и голы Джордже Вуядиновича за сборную Югославии | Матчи и голы Джордже Вуядиновича за сборную Югославии | Матчи и голы Джордже Вуядиновича за сборную Югославии | Матчи и голы Джордже Вуядиновича за сборную Югославии | Матчи и голы Джордже Вуядиновича за сборную Югославии | Матчи и голы Джордже Вуядиновича за сборную Югославии | Матчи и голы Джордже Вуядиновича за сборную Югославии |
| ----------------------------------------------------- | ----------------------------------------------------- | ----------------------------------------------------- | ----------------------------------------------------- | ----------------------------------------------------- | ----------------------------------------------------- | ----------------------------------------------------- |
| №                                                     | Дата                                                  | Место проведения                                      | Соперник                                              | Счёт                                                  | Голы                                                  | Турнир                                                |
| 1                                                     | 6 октября 1929                                        | Бухарест, Румыния                                     | Румыния                                               | 1:2                                                   | -                                                     | Балканский Кубок 1929-31                              |
| 2                                                     | 26 января 1930                                        | Афины, Греция                                         | Греция                                                | 1:2                                                   | 1                                                     | Балканский Кубок 1929-31                              |
| 3                                                     | 13 апреля 1930                                        | Белград, Югославия                                    | Болгария                                              | 6:1                                                   | 2                                                     | Товарищеский матч                                     |
| 4                                                     | 15 июня 1930                                          | София, Болгария                                       | Болгария                                              | 2:2                                                   | -                                                     | Товарищеский матч                                     |
| 5                                                     | 14 июля 1930                                          | Монтевидео, Уругвай                                   | Бразилия                                              | 2:1                                                   | -                                                     | Чемпионат мира 1930                                   |
| 6                                                     | 17 июля 1930                                          | Монтевидео, Уругвай                                   | Боливия                                               | 4:0                                                   | 1                                                     | Чемпионат мира 1930                                   |
| 7                                                     | 27 июля 1930                                          | Монтевидео, Уругвай                                   | Уругвай                                               | 1:6                                                   | 1                                                     | Чемпионат мира 1930                                   |
| 8                                                     | 3 августа 1930                                        | Буэнос-Айрес, Аргентина                               | Аргентина                                             | 1:3                                                   | -                                                     | Товарищеский матч                                     |
| 9                                                     | 19 апреля 1931                                        | Белград, Югославия                                    | Болгария                                              | 1:0                                                   | -                                                     | Балканский Кубок 1929-31                              |
| 10                                                    | 2 октября 1931                                        | София, Болгария                                       | Турция                                                | 0:2                                                   | -                                                     | Балканский Кубок (неофиц.)                            |
| 11                                                    | 24 апреля 1932                                        | Овьедо, Испания                                       | Испания                                               | 1:2                                                   | 1                                                     | Товарищеский матч                                     |
| 12                                                    | 3 мая 1932                                            | Лиссабон, Португалия                                  | Португалия                                            | 2:3                                                   | 2                                                     | Товарищеский матч                                     |
| 13                                                    | 29 мая 1932                                           | Загреб, Югославия                                     | Польша                                                | 0:3                                                   | -                                                     | Товарищеский матч                                     |
| 14                                                    | 26 июня 1932                                          | Белград, Югославия                                    | Греция                                                | 7:1                                                   | 1                                                     | Балканский Кубок 1932                                 |
| 15                                                    | 3 июля 1932                                           | Белград, Югославия                                    | Румыния                                               | 3:1                                                   | 1                                                     | Балканский Кубок 1932                                 |
| 16                                                    | 30 апреля 1933                                        | Белград, Югославия                                    | Испания                                               | 1:1                                                   | -                                                     | Товарищеский матч                                     |
| 17                                                    | 7 мая 1933                                            | Цюрих, Швейцария                                      | Швейцария                                             | 1:4                                                   | -                                                     | Товарищеский матч                                     |
| 18                                                    | 10 сентября 1933                                      | Варшава, Польша                                       | Польша                                                | 3:4                                                   | 2                                                     | Товарищеский матч                                     |
| 19                                                    | 24 сентября 1933                                      | Белград, Югославия                                    | Швейцария                                             | 2:2                                                   | -                                                     | Отбор к ЧМ-1934                                       |
| 20                                                    | 29 апреля 1934                                        | Бухарест, Румыния                                     | Румыния                                               | 1:2                                                   | -                                                     | Отбор к ЧМ-1934                                       |
| 21                                                    | 3 июня 1934                                           | Белград, Югославия                                    | Бразилия                                              | 8:4                                                   | -                                                     | Товарищеский матч                                     |
| 22                                                    | 16 декабря 1934                                       | Париж, Франция                                        | Франция                                               | 2:3                                                   | 1                                                     | Товарищеский матч                                     |
| 23                                                    | 23 декабря 1934                                       | Афины, Греция                                         | Греция                                                | 1:2                                                   | -                                                     | Балканский Кубок 1934-35                              |
| 24                                                    | 25 декабря 1934                                       | Афины, Греция                                         | Болгария                                              | 4:3                                                   | -                                                     | Балканский Кубок 1934-35                              |
| 25                                                    | 20 июня 1935                                          | София, Болгария                                       | Греция                                                | 6:1                                                   | 1                                                     | Балканский Кубок 1935                                 |
| 26                                                    | 24 июня 1935                                          | София, Болгария                                       | Болгария                                              | 3:3                                                   | 2                                                     | Балканский Кубок 1935                                 |
| 27                                                    | 18 августа 1935                                       | Катовице, Польша                                      | Польша                                                | 3:2                                                   | -                                                     | Товарищеский матч                                     |
| 28                                                    | 6 сентября 1935                                       | Белград, Югославия                                    | Чехословакия                                          | 0:0                                                   | -                                                     | Товарищеский матч                                     |
| 29                                                    | 10 мая 1936                                           | Бухарест, Румыния                                     | Румыния                                               | 2:3                                                   | 1                                                     | Кубок Кароля II                                       |
| 30                                                    | 12 июля 1936                                          | Стамбул, Турция                                       | Турция                                                | 3:3                                                   | -                                                     | Товарищеский матч                                     |
| 31                                                    | 9 мая 1937                                            | Будапешт, Венгрия                                     | Венгрия                                               | 1:1                                                   | -                                                     | Товарищеский матч                                     |
| 32                                                    | 6 июня 1937                                           | Белград, Югославия                                    | Бельгия                                               | 1:1                                                   | -                                                     | Товарищеский матч                                     |
| 33                                                    | 1 августа 1937                                        | Белград, Югославия                                    | Турция                                                | 3:1                                                   | -                                                     | Товарищеский матч                                     |
| 34                                                    | 6 сентября 1937                                       | Белград, Югославия                                    | Румыния                                               | 2:1                                                   | 1                                                     | Товарищеский матч                                     |
| 35                                                    | 3 октября 1937                                        | Прага, Чехословакия                                   | Чехословакия                                          | 4:5                                                   | -                                                     | Кубок Эдварда Бенеша                                  |
| 36                                                    | 10 октября 1937                                       | Варшава, Польша                                       | Польша                                                | 0:4                                                   | -                                                     | Отбор к ЧМ-1938                                       |
| 37                                                    | 26 февраля 1939                                       | Берлин, Германия                                      | Германия                                              | 2:3                                                   | -                                                     | Товарищеский матч                                     |
| 38                                                    | 7 мая 1939                                            | Бухарест, Румыния                                     | Румыния                                               | 0:1                                                   | -                                                     | Товарищеский матч                                     |
| 39                                                    | 18 мая 1939                                           | Белград, Югославия                                    | Англия                                                | 2:1                                                   | -                                                     | Товарищеский матч                                     |
| 40                                                    | 4 июня 1939                                           | Белград, Югославия                                    | Италия                                                | 1:2                                                   | -                                                     | Товарищеский матч                                     |
| 41                                                    | 12 ноября 1939                                        | Белград, Югославия                                    | Венгрия                                               | 0:2                                                   | -                                                     | Товарищеский матч                                     |
| 42                                                    | 14 апреля 1940                                        | Вена, Германия                                        | Германия                                              | 2:1                                                   | -                                                     | Товарищеский матч                                     |
| 43                                                    | 29 сентября 1940                                      | Будапешт, Венгрия                                     | Венгрия                                               | 0:0                                                   | -                                                     | Danube Cup                                            |
| 44                                                    | 3 ноября 1940                                         | Загреб, Югославия                                     | Германия                                              | 2:0                                                   | -                                                     | Товарищеский матч                                     |

Итого: 44 матча / 18 голов; 15 побед, 9 ничьих, 20 поражений.

### Тренерская
Завершив карьеру футболиста после второй мировой войны, Джордже переключился на тренерскую работу. Он тренировал молодёжные команды белградских «Партизана» и «ОФК», тренировал молодёжную сборную Югославии. В 1967 году также являлся тренером турецкого «Алтая». На тренерском посту его сменил Милян Милянич.

## Достижения

### Командные
«ОФК»
- Чемпион Югославии: 1931, 1933, 1935, 1936, 1939
- Серебряный призёр чемпионата Югославии: 1927, 1929, 1938, 1940

Сборная Югославии
- Четвёртое место на чемпионате мира: 1930

### Личные
- Лучший бомбардир чемпионата Югославии: 1929, 1931